# Carly Chaikin
Carly Hannah Chaikin (Santa Mônica, Califórnia, 26 de março de 1990) é uma atriz norte-americana. Ela é bem conhecida por seu papel como Dalia Royce - filha de Dallas no seriado Suburgatory, série de comédia da ABC. 

## Filmografia
| Ano       | Filme/seriado                               | Papel          |
| --------- | ------------------------------------------- | -------------- |
| 2009      | The Consultants                             | Veronica       |
| 2010      | My Uncle Rafael                             | Kim            |
| 2010      | The Last Song                               | Blaze          |
| 2011      | Escapee                                     | Lynne Petersen |
| 2012      | Harder Than It Looks                        | Katie          |
| 2012      | NTSF:SD:SUV - (1º Episodio da 2º Temporada) | Brittany       |
| 2011–2014 | Suburgatory                                 | Dalia Royce    |
| 2015–2019 | Mr. Robot                                   | Darlene        |